# Petrosedum sediforme
Petrosedum sediforme är en fetbladsväxtart som först beskrevs av Nikolaus Joseph von Jacquin, och fick sitt nu gällande namn av V. Grulich. Petrosedum sediforme ingår i släktet Petrosedum och familjen fetbladsväxter. Inga underarter finns listade i Catalogue of Life.